# Oron (Vaud)
Oron é uma comuna da Suíça, situada no distrito do Lavaux-Oron, no cantão de Vaud. Tem 24,60 km² de área e sua população em 2018 foi estimada em 5.500 habitantes.